# Brooke Adams
Brooke Nicole Adams (Misuri, 4 de diciembre de 1984) es una luchadora profesional y modelo estadounidense. Es conocida por haber trabajado para la empresa TNA, donde se presentó bajo el nombre de Miss Tessmacher.

## Primeros años
Se crio junto con su hermana gemela y su madre en San Luis, Misuri. Cuando Brooke tenía 7 años de edad, se mudó junto con su familia a Houston, Texas, en donde transcurrió su adolescencia. Comenzó su carrera como modelo, participando en desfiles de varias empresas del estado de Texas, como Hawaiian Tropic y Vertical Smiles. Además, antes de entrar a la lucha libre profesional, modeló para la Elite Model Management .

## Carrera

### World Wrestling Entertainment (2006-2007)

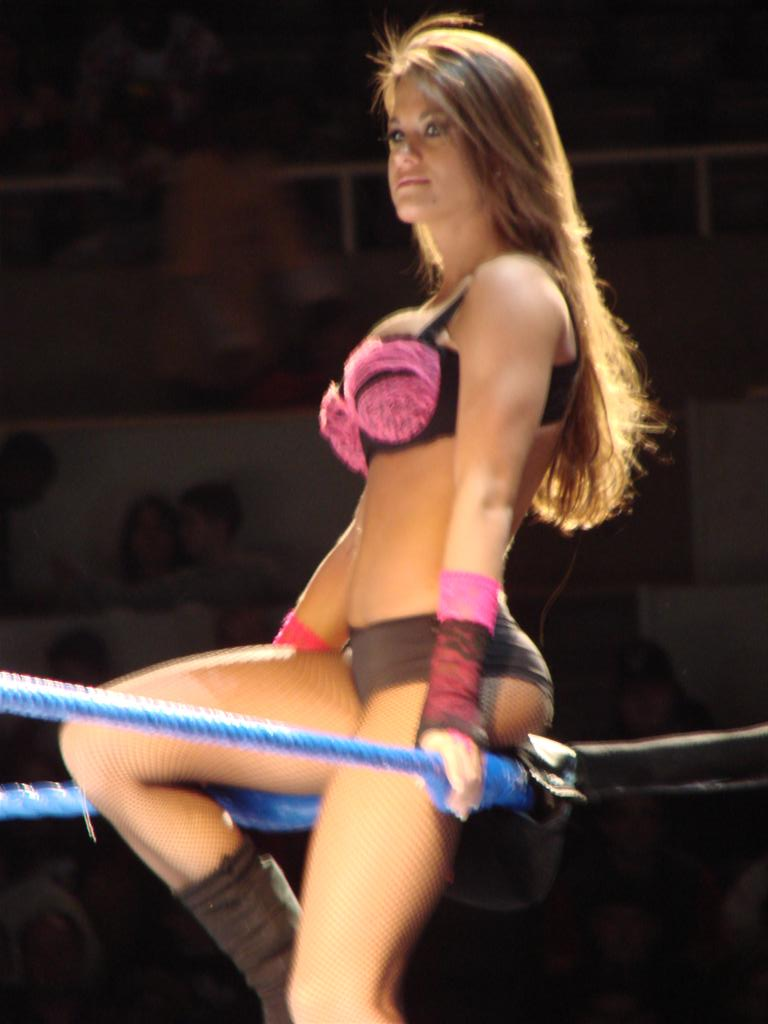
Adams, en 2007.

Brooke fue una de las participantes del Diva Search, aunque fue eliminada justo antes de la selección de las ocho finalistas del concurso. Su participación le valió una oferta de trabajo en la que fue asignada a la Deep South Wrestling (DSW) para entrenar. En dicha empresa participó como mánager de Daniel Redimir, al que acompañó en varias luchas antes de que fuera llamado al plantel principal, momento en el cual Brooke decidió iniciar su entrenamiento como luchadora individual.
A inicios de 2007, Brooke entró en rivalidad con Angel Williams, con quien se enfrentó en varias ocasiones durante el mes de enero. Sin embargo, Williams derrotó a Brooke en todas las oportunidades. El 23 de enero, Adams debutó en la marca ECW, uniéndose a Kelly Kelly y Layla en "Extreme Exposé". Esto se convertiría en una serie de sesiones semanales de baile de la marca. También trabajaba en el departamento de bienestar social y durante el mes de febrero fue (kayfabe) promovida a la posición de asistente personal de la gerente general Krissy Vaine. Su trabajo principal era protegerlos de Angel Krissy Williams. Esto llevó a combates entre Williams y Adams, ordenados por Vaine. El 15 de marzo de 2007 (kayfabe) Adams fue despedida de su puesto después de que Vaine y Williams hicieran una alianza juntas. Adams hizo su debut en WWE en el 28 de mayo de 2007 en la edición de RAW en la que, junto con varias divas de las tres marcas compitieron en un "Memorial Day Bikini Beach Blast Battle Royal", que fue ganado por Michelle McCool. Cuando la FCW (Florida Championship Wrestling) abrió en el verano de 2007, Brooke fue trasladada allí, para su entrenamiento.
Cuando The Miz llegó a la marca, tras ser trasladado, las tres chicas de Extreme Exposé comenzaron a estar cerca de él. Sin embargo, Kelly Kelly prestaba más atención a "Balls Mahoney", y sus compañeras, junto a The Miz, se burlaron de ella. Semanas después fue despedida de la WWE.

### Total Nonstop Action Wrestling

#### 2010-2011

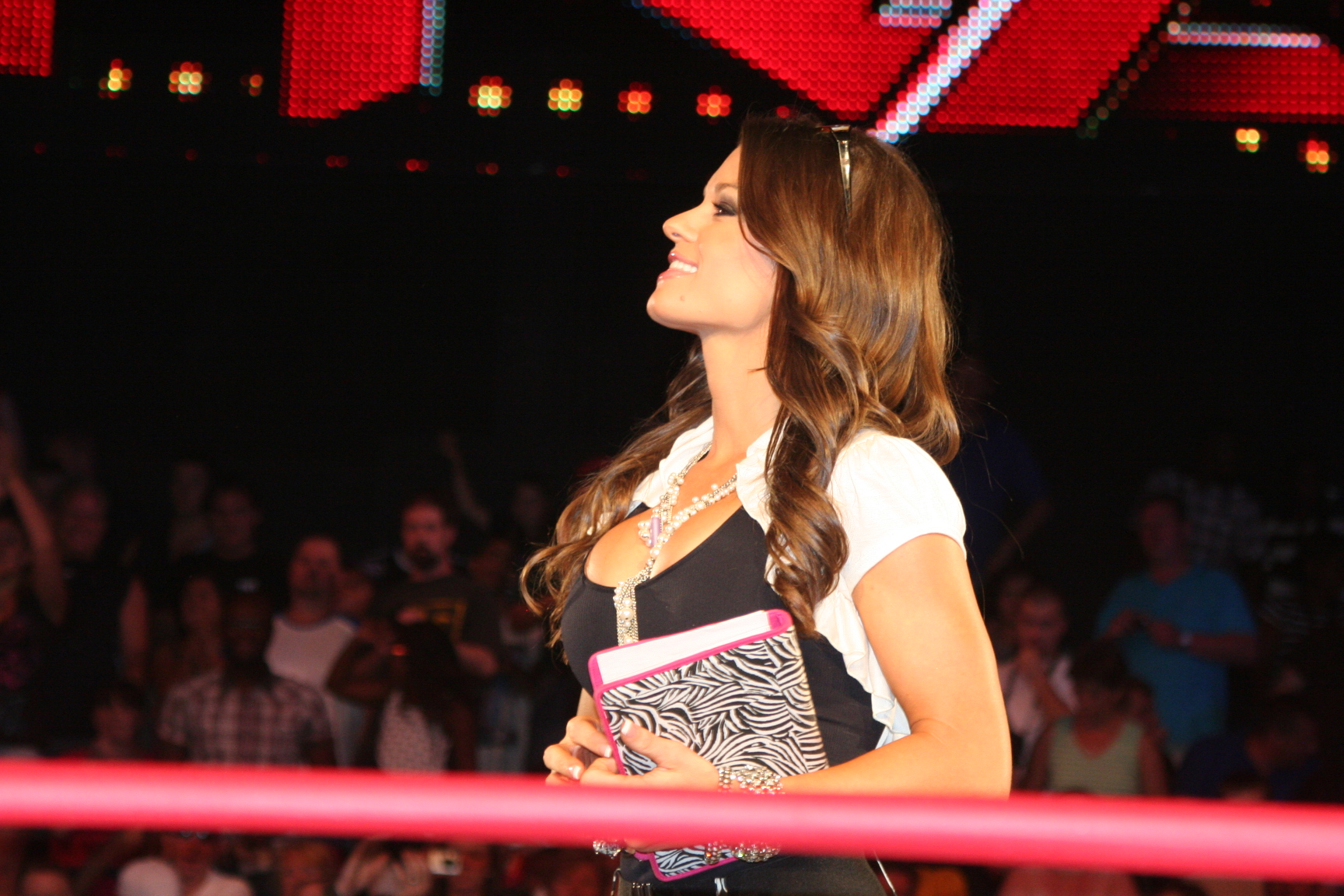
Tres años después de dejar WWE, Adams apareció en TNA como Miss Tessmacher, la asistente de Eric Bischoff.

En 2010 ingresó en la Total Nonstop Action Wrestling (TNA), como Miss Tessmacher, la asistente personal de Eric Bischoff, ejerciendo brevemente el papel de comisionada de la división femenina. Sin embargo, después de Bound for Glory, fue rebajada al puesto de luchadora. El 16 de diciembre, junto con Mickie James, participó en el torneo por el vacante Campeonato Femenino en Parejas de la TNA. Hicieron su debut en la lucha en un ring, pero fueron derrotadas por Tara & Madison Rayne. Después de esa lucha, se retiró un par de meses de la lucha libre. Hizo su regreso apareciendo en iMPACT! del 24 de abril de 2011 en una promoción tras bastidores. El 5 de mayo se enfrentó a Mickie James por el Campeonato Femenino de la TNA, perdiendo la lucha. El 13 de junio, en las grabaciones de Impact Wrestling hizo equipo con Velvet Sky para enfrentarse a Sarita & Rosita por los Campeonatos Femeninos en Parejas de la TNA en la que no obtuvieron la victoria debido a una interferencia de ODB. La semana siguiente volvió a hacer equipo con Velvet Sky en contra de ODB y Miss Jackie pero fue derrotada.
El 12 de julio (transmitido el 21 de julio) en Impact Wrestling junto a Tara derrotaron a Sarita & Rosita ganando los Campeonatos Femeninos en Parejas de la TNA. El 5 de agosto derrotó a Madison Rayne y después del combate fue atacada por la misma. En Hardcore Justice, junto a Tara, retuvieron sus títulos en Parejas derrotando a Rosita y Sarita. El 11 de agosto, junto a Tara, derrotaron a ODB y a Miss Jackie y cambiando posteriormente su nombre a Brooke Tessmacher. Semanas después, participó en el torneo de knockouts para convertirse en la retadora al Campeonato Femenino pero fue derrotada por Mickie James. El 18 de octubre retuvieron el Campeonato Femenino en Parejas ante Winter & Angelina Love reteniendo los títulos, pero el 26 de octubre (emitido el 3 de noviembre) en Impact Wrestling lo perdió ante Gail Kim & Madison Rayne.

#### 2012

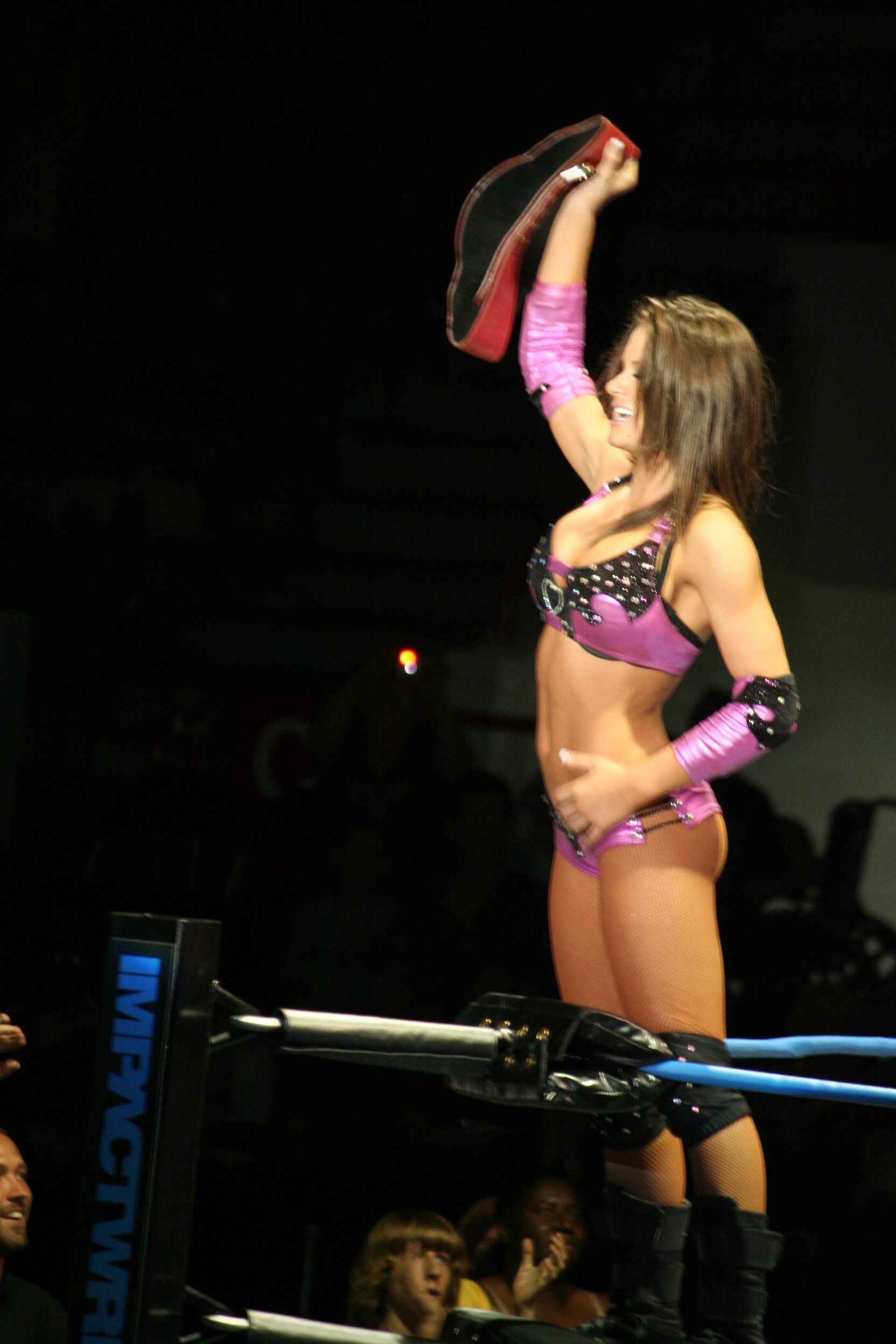
Adams durante su reinado Campeona Femenina en Parejas de la TNA, su primer campeonato de lucha libre.

Luego de estar inactiva durante un tiempo, hizo su retorno el 19 de abril en un 8 Knockouts Tag Team Match, llevándose la victoria de su equipo al cubrir a Gail Kim con un roll up, comenzando un contrato con ella. A la semana siguiente volvió a derrotar a Kim en un combate individual. Sin embargo, en Sacrifice fue derrotada por Kim, quien retuvo el título. El 17 de mayo se enfrentó a Gail Kim y Velvet Sky por el Campeonato Femenino de la TNA pero no logró ganar. El 7 de junio participó de un Knockouts Fatal-4 Way para enfrentar a Gail Kim en Slammiversary X, ganando la lucha. Ese mismo día cambió su nombre a Miss Tessmacher. En Slammiversary X derrotó a Gail Kim ganando por primera vez el Campeonato Femenino de la TNA. El 21 de junio en Open Fight Night se enfrentó a Mickie James por el Campeonato Femenino de la TNA, defendiendo por primera vez el título. El 12 de julio, lo retuvo de nuevo ante Gail Kim.
En Hardcore Justice perdió el campeonato contra Madison Rayne tras una controvertida decisión del árbitro Earl Hebner, pero en la siguiente edición de Impact Wrestling el 16 de agosto, recuperó el título tras derrotar a Rayne en una lucha donde Taryn Terrell debutó como árbitro. En el Open Fight Night, fue derrotada por su maestra Tara, quien consiguió con esta victoria una oportunidad al título. En No Surrender, retuvo el campeonato ante Tara. Sin embargo, la semana siguiente, mientras celebraba su victoria, fue atacada por Tara, quien la aplicó un "Widows Peak", empezando un feudo. Sin embargo, en Bound for Glory fue derrotada por Tara, perdiendo el campeonato.

#### 2013
En Genesis participó de un Knockout´s Gauntlet Match para ser contendiente al Campeonato Femenino de la TNA, pero fue derrotada por Gail Kim. El 21 de febrero enfrentó a Tara, Gail Kim y Velvet Sky en una lucha de eliminación por el Campeonato de Knockouts pero no logró ganar, siendo Velvet la ganadora. Luego se enfrentó a Mickie James en otro partido para ser contendiente, saliendo derrotada. El 22 de agosto en Impact Wrestling reapareció como Heel, siendo presentada como la novia de Bully Ray. El 10 de octubre, derrotó a Velvet Sky, ganando una oportunidad en Bound for Glory por el Campeonato Femenino contra la campeona ODB y Gail Kim. En el evento, fue cubierta por Kim después de una interferencia de Lei'D Tapa, teniendo pocas aparicioes durante el año.

#### 2014
Después de una ausencia de cuatro meses, Tessmacher regresa como Heel el 22 de agosto a Impact Wrestling, revelando a sí misma como la novia de Bully Ray uniéndose a Ases&Eights. Tessmacher, ahora simplemente como Brooke, luchó su partido de vuelta en el episodio del 3 de octubre de Impact Wrestling, derrotando a Velvet Sky en una lucha para retar al TNA Knockouts Championship. El 20 de octubre en el Bound for Glory, Brooke compitió en una lucha contra ODB y Gail Kim por el campeonato. Durante el partido, Lei'D Tapa atacó tanto Brooke y ODB, ayudando a Kim para ganar el campeonato. El 21 de noviembre en Impact Wrestling, Brooke consiguió Bully Ray, que enfrentó al Sr. Anderson en un partido sin descalificaciones. Anderson ganó el partido, y como precondición del partido, los Ases&Eights se vieron obligados a disolverse. El 26 de diciembre en Impact Wrestling, Brooke fue visto hablando con Bully Ray backstage, quien la amenazó y terminó su relación.
El 10 de mayo de 2014, después de un paréntesis de seis meses, Brooke regresó a las grabaciones para el Knockouts Knockdown 2 PPV-(que se emitió en diferido el 7 de noviembre de 2014). Continuando como Heel, Brooke derrotó Deonna pero fue eliminado más tarde esa noche. Brooke hizo su regreso televisado el 12 de junio de 2014 en Impact Wrestling, como face, en un segmento en el ring con Ethan Carter III y Rockstar Spud. Los dos intentaron conseguir que revelara los secretos de Bully Ray, pero ella se negó. Ray salió y abrazo a Brooke después. Brooke se lesionó con un desgarrado ACL. Después de recuperarse totalmente, tomó más tiempo libre para participar en The Amazing Race junto a Robbie E.

#### 2015
Regresó en la nueva temporada de TNA atacando a The BroMans en el battle royal de knockouts para conocer a la contendiente #1 al Campeonato Femenino de la TNA. Esa noche tuvo un combate contra Robbie E, en el cual salió victoriosa. En otras noches tuvo combates con él y con Angelina Love, ganando en la mayoría. Después, se anunció la noche de knockouts en donde se vería a la nueva #1 contenderora al Campeonato Femenino de la TNA en donde participarían Gail Kim, Angelina Love, Madison Rayne y Brooke, quien salió victoriosa, generando que el 1 de mayo tuviera su lucha por el campeonato de Taryn Terrell, en la cual no pudo ganar por ayuda de parte de Marti Bell. El 10 de junio confrontó a Taryn Terrell en el ring, y al final la retó a una futura lucha por el campeonato. El 17 de junio hizo equipo con Awesome Kong venciendo a The Dollhouse(Jade y Marti Belle). En Slammiversary XIII derrotó junto a Awesome Kong a The Dollhouse (Martin Belle, Jade & Campeona de las Knockout Taryn Terrell) en un 2-on-3 Tag Team Match. El 1 de julio se enfrentó a Awesome Kong y a Taryn Terrell por el Campeonato Femenino de la TNA, en donde no logró ganar, ya que Dollhouse hiciera que Brooke no entrara al ring.
Dos semanas después consiguió derrotar a Taryn Terrell, siendo así que este fuera su tercer reinado.El 22 de junio rechazo el combate contra Dollhouse en una lucha de celda y fastidio en ese entonces a Taryn con dejar a sus amigas en la celda encerraras con Gail Kim asiendo que esta última las atacara. El 29 de julio defendió exitosamente su título ante Marti Belle.
El 9 de septiembre defendió su título ante Gail Kim donde quedó sin resultado ya que Leí D'Tapa distrajera a las dos al posar con el título donde esta las atacó a ambas. En las grabaciones del 29 de julio perdió el título contra Gail Kim en una lucha que también envolvió a Awesome Kong y Lei'D Tapa. El 7 de octubre comenzó a participar en el torneo para coronar al nuevo Campeonato Mundial de Peso Pesado de la TNA como una de las 4 Knockouts seleccionadas pero fue eliminada por Kong.
El 15 de noviembre, se anunció la salida de Brooke de la empresa. Tiempo después, esto fue debido a su embarazo.

#### 2017
El 18 de enero de 2017, Brooke hizo su regreso a TNA donde derrotó a Deonna; pero inmediatamente después fue atacada por la luchadora Sienna y comenzando una rivalidad entre ambas. Dos semanas después, se enfrentó a Sienna pero salió derrotada debido a una interferencia de María y incluyéndola en el feudo contra Sienna, el 12 de febrero tuvo una revancha contra Sienna y salió victoriosa.
Poco tiempo después se supo que Adams había pedido ser liberada de GFW.

## Otros medios
En abril de 2007, Brooke, junto con Ashley, Kelly Kelly, Layla, Torrie Wilson y Maryse apareció en el nuevo vídeo musical "Throw It On Me" feat. The Hives, que se estrenó en RAW el 20 de mayo.
En agosto de 2007, Brooke, junto con "Extreme Exposé", apareció en FHMOnline.

## Campeonatos y logros
- Total Nonstop Action Wrestling
  - TNA Women's Knockout Championship (3 veces).
  - TNA Knockout Tag Team Championship (1 vez) - con Tara.

- Pro Wrestling Illustrated
  - Situada en el n.º 7 en el PWI Female 50 en 2012.[18]
  - Situada en el n.º 19 en el PWI Female 50 en 2013.
  - Situada en el n.º 23 en el PWI Female 50 en 2015.

- Wrestling Observer Newsletter awards
  - Peor Gimmick (2013) Aces & Eights[19]